# リバーサイド (カリフォルニア州)

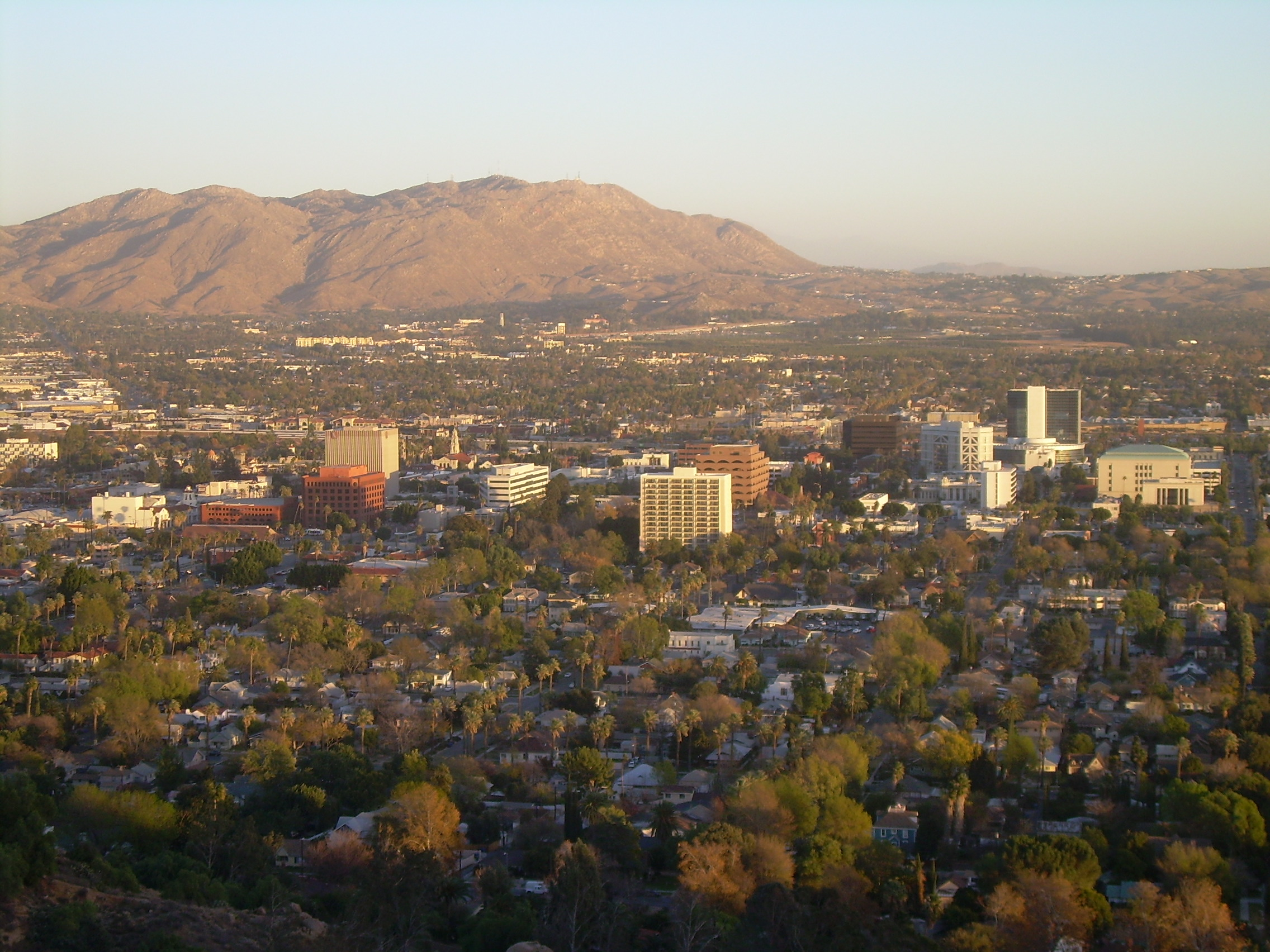
リバーサイド市全景

リバーサイド（Riverside）は、アメリカ合衆国カリフォルニア州の都市。リバーサイド郡の郡庁所在地である。ロサンゼルスの東方100kmの内陸部に位置している。人口は31万4998人（2020年） 。
ロサンゼルス大都市圏の大型郊外都市であり、ブーンバーブの1つに数えられているが、北に位置するサンバーナーディーノと共にインランド・エンパイア（正式名称: リバーサイド・サンバーナーディーノ・オンタリオ都市圏）と呼ばれる地域の中心となっている都市である。
市名は近隣を流れるサンタアナ川に由来している。また、リバーサイドはカリフォルニア州における柑橘類栽培発祥の地として知られている。1907年にカリフォルニア大学の柑橘類研究所として設立されたカリフォルニア大学リバーサイド校は、現在ではカリフォルニア大学システムをなす大学のうちの1つで、全米100位以内に入る評価を受けている。
小惑星(4871) Riversideはリバーサイドに因んで命名された。

## 歴史
1870年代初頭、ニューヨーク州出身の奴隷廃止論者ジョン・W・ノースがサンタアナ川のほとりのこの地に都市を創設した。ジョン・ノースはこの地に来る前、1856年にも、ミネソタ州南東部、ミネアポリス・セントポールの近郊にノースフィールドという町を建設していた。やがてイングランドやカナダから住民が移入してくるようになると、彼らの伝統や活動もこの地に根付いた。こうした背景から、南カリフォルニア初のゴルフコースやポロ競技場がリバーサイドに造られた。
この地に初めてオレンジの木が植えられたのは1871年のことであった。その2年後の1873年、エリザ・ティベッツがワシントンD.C.のアメリカ合衆国農務省に勤務する友人から2本のブラジル産ネーブルオレンジの木を贈られた。その木はリバーサイドの地に根付き、南カリフォルニアの気候もあいまってネーブルオレンジ産業が急速に発展した。ネーブルオレンジ産業の成功によって、南カリフォルニアのこの地はゴールドラッシュの再来と言えるほどの活況となった。1882年には、カリフォルニア州内には500,000本を超える柑橘類の木があり、そのうち半分以上はリバーサイドに植えられていた。やがて冷蔵車の発明や画期的な灌漑システムの開発によって、1895年頃には、リバーサイドは裕福な都市になっていた。
市が栄えてくると、リバーサイドには特徴的な建物も建ち始めた。スペイン統治下にあったカリフォルニアの海岸沿いには数多くの伝道教会が建てられたが、その伝道教会を模したミッション・リバイバル様式のゲストハウス、グレンウッド・コテージは1876年に建てられた。この小さなゲストハウスは1902年にミッション・インが建てられるにあたってコアとなった建物であった。オレンジの果樹園やスイミングプール、この地に建つ邸宅を描いた絵葉書は、年間を通じて起業家やバカンス客を惹きつけた。リバーサイドの温暖で乾燥した気候に惹かれて、冬の寒い東部から移住してくる者も多くいた。市を縦貫するビクトリア・アベニューには、ランドマーク的な邸宅が建ち並んだ。
20世紀後半になると、リバーサイドはロサンゼルスとその都市圏の拡大に伴って、郊外都市として発展していった。リバーサイドは高級住宅地の形成されているオレンジ郡など周辺の郡に比べて地価がかなり安く、そのため、手頃な価格の住宅を求めて住民が移入してくるようになった。しかし、人口の急増はロサンゼルスのダウンタウンやオレンジ郡へ通勤する車による交通渋滞をもたらし、大気汚染にもつながっている。スマート・グロース・アメリカ（Smart Growth America）の調査では、リバーサイド・サンバーナーディーノを中心とするこの地域は、全米で最もスプロール化の激しい地域であるとされた。

## 地理

リバーサイド郡内の位置

リバーサイドは北緯33度56分53秒 西経117度23分46秒 / 北緯33.94806度 西経117.39611度に位置している。アメリカ合衆国統計局によると、リバーサイド市の総面積は203.0km²（78.4mi²）である。このうち202.3km²（78.1mi²）が陸地で0.7km²（0.3mi²）が水域である。総面積の0.36%が水域となっている。市の標高は262mである。
リバーサイドという市名が示す通り、市街地はサンタアナ川に沿って北東から南西方向へと延びている。市街地を縦貫してマグノリア・アベニューが通り、またやや外側をビクトリア・アベニューが通っている。リバーサイド・フリーウェイ（州道91号線）は、その2本の通りの間を通っている。
リバーサイドは郊外都市であるため、アメリカ合衆国内他地域の、ほぼ同程度の規模の都市と比べて中心部への集積度が低く、小規模なダウンタウンは形成されているものの、目立った超高層建築物はない。また、市の中心部、ダウンタウンのかなり近くにも住宅地が形成されている。市の東にはボックス・スプリングス・マウンテン（海抜929m）がそびえている。この山は東に隣接するモレノバレーとの市境ともなっている。この山の西麓にはカリフォルニア大学リバーサイド校のキャンパスが広がっている。一方、ダウンタウン近く、サンタアナ河畔にそびえるルービドーの丘は、ダウンタウンにおけるランドマークになっている。

### 気候
リバーサイドの気候は乾燥した夏と温暖な冬とに特徴付けられる。冬でも平均気温は摂氏10度程度である。夏は平均気温こそ25度前後であるが、日中は摂氏30度を超えることが多い。しかし湿度が低いため、夜になると気温が摂氏15度程度まで下がる。1年を通じて雨の降る日が少なく、特に夏は雨の降らない日が続く。年間降水量は250mm程度である。ケッペンの気候区分では、乾燥帯のステップ気候（BS）に属する。
|               | 1月  | 2月  | 3月  | 4月  | 5月  | 6月  | 7月  | 8月  | 9月  | 10月 | 11月 | 12月 | 年    |
| ------------- | ---- | ---- | ---- | ---- | ---- | ---- | ---- | ---- | ---- | ---- | ---- | ---- | ----- |
| 平均気温（℃） | 10.6 | 11.7 | 12.8 | 15.0 | 17.8 | 21.1 | 25.0 | 25.0 | 23.3 | 18.9 | 14.4 | 11.1 | 17.2  |
| 降水量（mm）  | 53.3 | 50.8 | 43.2 | 20.3 | 5.0  | 2.5  | 2.5  | 5.0  | 7.6  | 10.2 | 22.9 | 38.1 | 256.4 |

## 教育

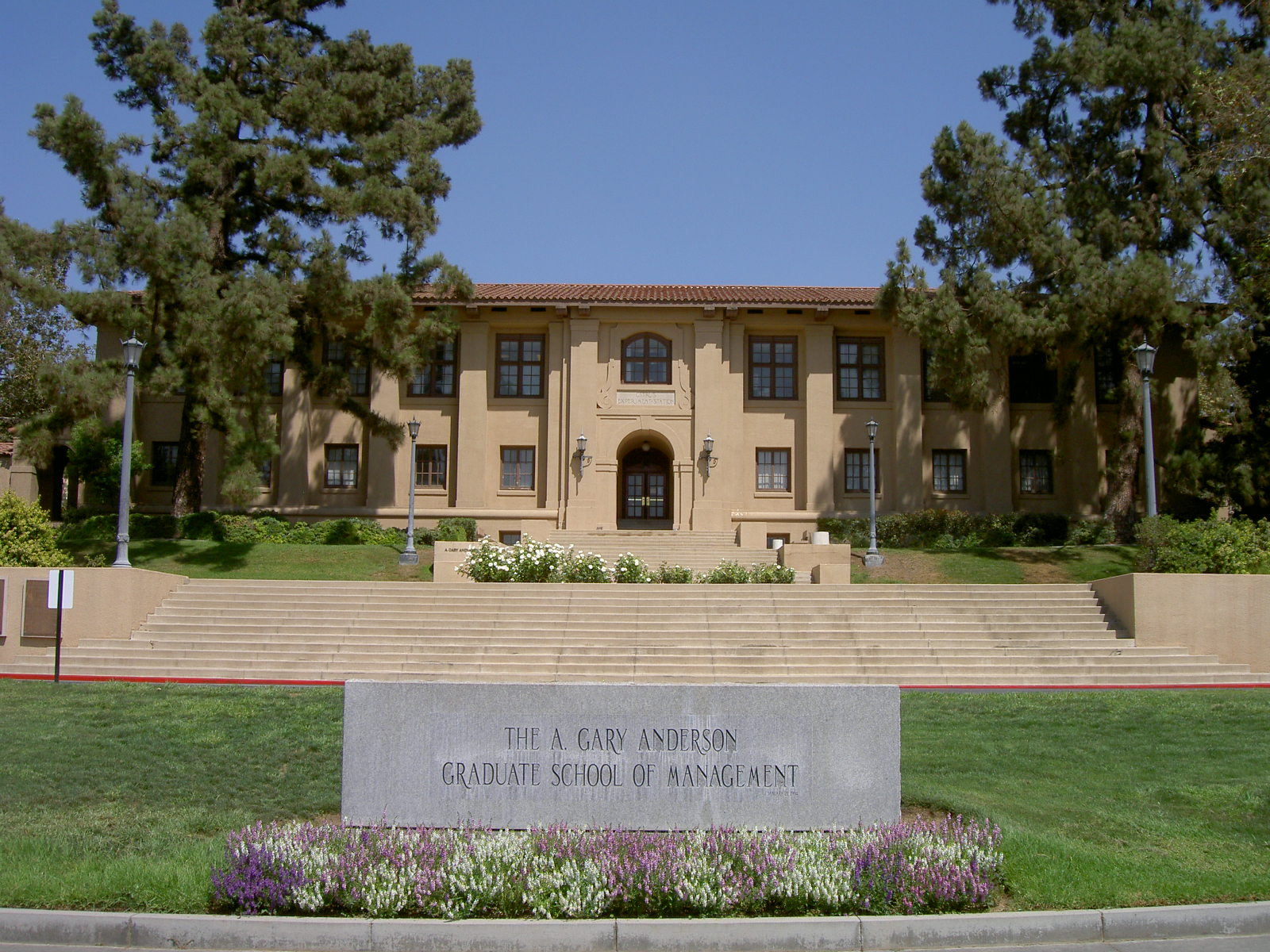
カリフォルニア大学リバーサイド校

カリフォルニア大学リバーサイド校（UCR）はリバーサイドのダウンタウンから東、ボックス・スプリングス・マウンテンの麓にキャンパスを置いている。同校は1907年にカリフォルニア大学の柑橘類研究所として設立された。この研究所は柑橘類の栽培に適した土壌の肥沃化や灌漑、および柑橘類の品種改良を行い、リバーサイドがカリフォルニアにおける柑橘類栽培のパイオニアとしての地位を得ることに貢献した。この柑橘類研究所と同時期に設置された柑橘類園は、1,000種類以上の柑橘類を栽培しており、そのコレクションの研究資料的価値の高さを世界的に認められている。同校は1954年に教養学部を設立し総合大学として創立、1959年にはカリフォルニア大学システムに取り入れられた。2006年秋学期には、同校は学部生約15,000人、大学院生約2,200人の学生を抱えている。アジア系の学生が最も多く、全学生の約4割を占める。
162,000m²の敷地を有するカリフォルニア大学リバーサイド校の植物園には珍しい植物も見られる。園内には6kmにわたる遊歩道が設けられている。また、同校の昆虫学研究博物館や写真博物館は、いずれもそのコレクションの質・量ともに高い評価を受けている。
キャンパスから約450mほどボックス・スプリングス・マウンテンを上がった中腹には、Big Cと呼ばれる、コンクリート製の大きなCの文字が描かれている。1957年に作成されたこの文字の維持は、同校新入生の義務の1つとされ、伝統になっている。学生会の選挙期間になると、このCの文字が候補者のイニシャルに置き換わったりする。また、試験期間になるとCの隣にマイナスがついてC-になったり、Dに置き換わったりする。
カリフォルニア大学リバーサイド校のスポーツチームはNCAAディビジョンIのビッグ・ウェスト・カンファレンスに所属している。バスケットボールチームはキャンパス内の学生レクリエーションセンターでホームの試合を行っている。同校はフットボールチームを持っていない。
カリフォルニア大学リバーサイド校のほかには、リバーサイド市内には以下3つの大学がキャンパスを構えている。
- カリフォルニア・バプテスト大学 - 1950年創立のバプテスト系私立大学。学生数約3,000人。リベラル・アーツに力を入れている。
- ラ・シエラ大学 - 1922年創立のセブンスデー・アドベンチスト系私立大学。学生数約2,000人。
- リバーサイド・コミュニティ・カレッジ - 1916年創立のコミュニティ・カレッジ。リバーサイド市内のみならず、リバーサイド郡内各所にキャンパスを有し、総学生数は約35,000人にのぼる。

また、リバーサイドにはろう者､難聴者のための州立の学校があり、7年生から12年生までを受け入れている。1878年に設立されたシャーマン・インディアン・スクールは、7年生から12年生までのネイティブ・アメリカンの生徒を受け入れている。

## 交通

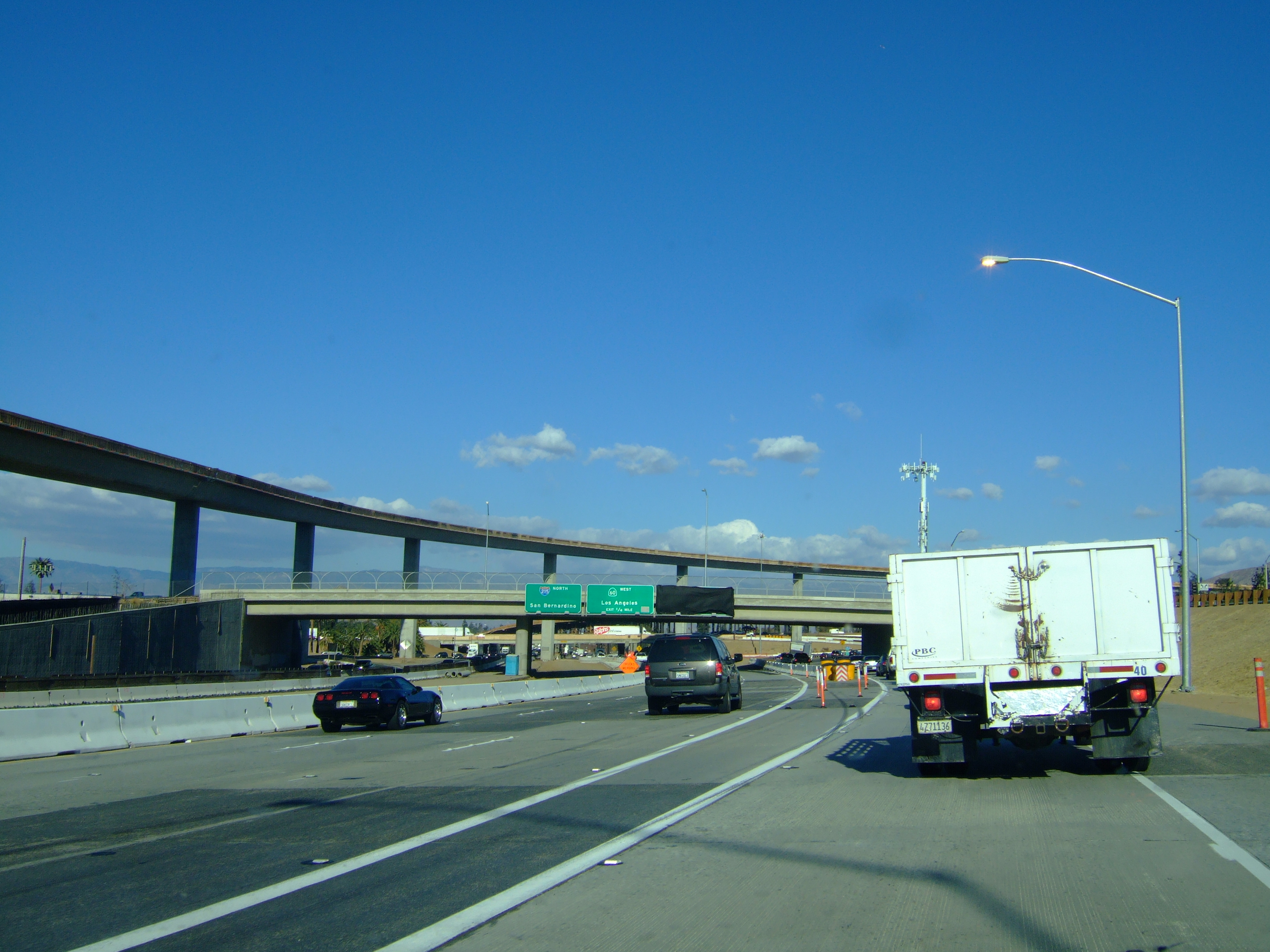
3本のフリーウェイが交わるジャンクション付近の州道91号線（リバーサイド・フリーウェイ）、2006年12月21日。

リバーサイドを含むロサンゼルス都市圏の玄関口となっている空港はロサンゼルス国際空港である。リバーサイドからは西へ約110kmあるが、車でフリーウェイを経由し、約70分で空港に着ける。また、リバーサイドの北西、オンタリオ市に立地するオンタリオ国際空港はロサンゼルス国際空港を補完する役割を担っている空港で、比較的近距離の便が多いが、大陸横断路線やメキシコ路線も就航している。リバーサイドのダウンタウンから同空港へは西北西へ約25kmである。リバーサイド市内にもリバーサイド市営空港があるが、こちらは規模が小さく、ゼネラル・アビエーションと呼ばれる、自家用機やチャーター機が主に発着する空港である。
ロサンゼルス都市圏に縦横に張り巡らされているフリーウェイ網はリバーサイドもカバーしている。リバーサイドには州間高速道路I-15の支線で、インランド・エンパイアを南北に貫くI-215に加え、ロサンゼルスのダウンタウンから東へ走る州道60号線、ロサンゼルス南郊からリバーサイドへ向かう州道91号線の3本のフリーウェイが走っている。これら3本のフリーウェイは市の中心部北東に位置するジャンクションで交わる。州道60号線はこのジャンクションより西ではポモナ・フリーウェイ、東ではモレノ・バレー・フリーウェイと呼ばれている。また、このジャンクションを終点とする州道91号線はリバーサイド・ハイウェイと呼ばれている。ジャンクションは2007年12月24日に完成した。
リバーサイドのアムトラックの駅はダウンタウンにあり、ロサンゼルスとシカゴを結ぶサウスウェスト・チーフ号が停車する。また、この駅はロサンゼルスの通勤鉄道・メトロリンクのリバーサイド・ダウンタウン駅としても使用されており、3路線が発着する。リバーサイド市内および周辺地域にはリバーサイド交通局（RTA）の運営する路線バスが約40系統走っている。また、ダウンタウンにはレトロな車体の「トロリー」と称するバスが2系統走っている。

## 名所

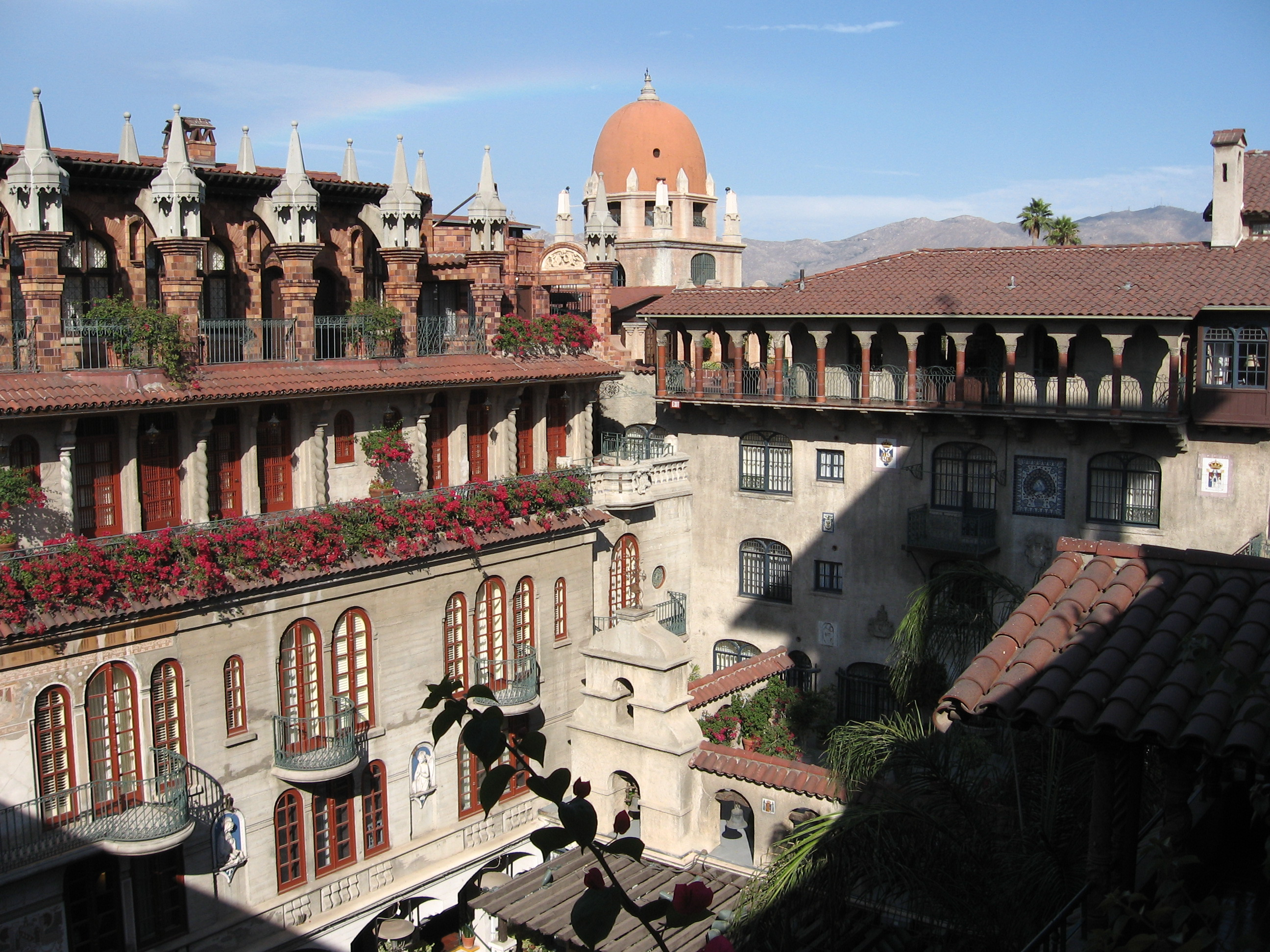
ミッション・イン

ミッション・インはリバーサイドのダウンタウンに立地し、ミッション・イン・アベニュー、メイン・ストリート、6thストリート、オレンジ・ストリートに囲まれた1ブロックを占めている。1902年に建てられたこのスパニッシュ・ミッション様式のホテルは、国家歴史登録財および国定歴史建造物に指定されている。敷地内にはレストランや各種ショップのほか、スパ、博物館やチャペルもある。このホテルには歴代のアメリカ合衆国大統領をはじめ、各国の王室や映画スターなど多くの要人が宿泊した。パット・ニクソンとリチャード・ニクソンはミッション・インのプレジデンシャル・スイート・ルームで結婚式を挙げた。また、レーガン夫妻は新婚旅行でミッション・インを訪れた。
毎年秋になると、このミッション・インを中心に、周辺の店舗も参加してリバーサイド・フェスティバル・オブ・ライツ（Riverside Festival of Lights）が開かれる。ミッション・インのデコレーションは10月に始まり、11月下旬の感謝祭の翌日に点灯される。ミッション・インには300万個以上の電球が取り付けられる。このイベントは年明けまで続けられる。
リバーサイドに立地する歴史的な建築物としては、このミッション・インのほかに、パリの小宮殿を模したデザインのリバーサイド郡地方裁判所や、フォックス･シアターが挙げられる。フォックス・シアターは1939年9月9日に初めて「風と共に去りぬ」の試写会が行われた場所である。同劇場は市に買い取られ、2008年秋に演技芸術センターとしての再開を目指して改修が進められている。完成すると、劇場は1,600席を有し、舞台もブロードウェイ・スタイルの公演も可能な広さになる。

## 人口動態
ロサンゼルス都市圏内の多くの主要都市同様、リバーサイドもまた、人種の多様性に富んだ都市である。かつて、リバーサイドにはカリフォルニア最大のチャイナタウンが形成されていた。しかし、1970年代に最後の住民が死去すると、その後1980年代にかけて廃墟と化した建物の取り壊しが進んだ。日系や韓国系の移民は鉄道の線路沿いに住んでいた。柑橘類の収穫時期ともなると、鉄道は何千人もの労働者であふれた。現在では、リバーサイドのアジア系住民の多くは市の南西部のアーリントン地区やラ・シエラ地区に住んでいる。
ダウンタウンの東に隣接するイーストサイド地区はメキシコ系の移民が住みついた地区である。このほか、ダウンタウンの南西、アーリントン地区の北東に隣接するカサブランカ地区にも、20世紀初頭にメキシコ系の住民が移入してきた。これらの地区には、現在でもヒスパニック系の住民が多い。2010年の国勢調査によると、ヒスパニック・ラテン系の住民は、リバーサイドの総人口の49.0%を占めている。アフリカ系住民のコミュニティは、ダウンタウンのハワード・アベニューと12thストリートが交差するあたりに形成されていた。

### 人口推移
以下にリバーサイド市における1890年から2010年までの人口推移をグラフおよび表で示す。
| 統計年 | 人口      |
| ------ | --------- |
| 1890年 | 4,683人   |
| 1900年 | 7,973人   |
| 1910年 | 15,212人  |
| 1920年 | 19,341人  |
| 1930年 | 29,696人  |
| 1940年 | 34,696人  |
| 1950年 | 46,764人  |
| 1960年 | 84,332人  |
| 1970年 | 140,089人 |
| 1980年 | 170,591人 |
| 1990年 | 226,505人 |
| 2000年 | 255,166人 |
| 2010年 | 303,871人 |

## 姉妹都市
リバーサイドは以下の6都市と姉妹都市提携を結んでいる。
- エンセナーダ（メキシコ）
- ソウル特別市江南区（大韓民国）
- クアウトラ（メキシコ）
- 江門市（中華人民共和国）
- 仙台市（日本・宮城県）
- ハイデラバード（インド）

2000年代前半、リバーサイドはメキシコ南部のオアハカ州と経済パートナーシッププログラムを展開していた。2007年、仙台市に本拠を置く東北大学は、カリフォルニア大学リバーサイド校、仙台市、リバーサイド市との間での共同宣言に署名した。この共同宣言の内容は以下の通りである。

1. 東北大学及びカリフォルニア大学リバーサイド校は、両校の教育、学術研究交流及び産学連携の推進を図り、両校の連携を発展させる。
2. 仙台市及びリバーサイド市は、東北大学とカリフォルニア大学リバーサイド校の教育、学術研究交流及び産学連携を支援する。
3. 東北大学及びカリフォルニア大学リバーサイド校は、仙台市-リバーサイド市間の交流発展に寄与する。